# 魯巴比奇河
13°34′16″N 39°21′32″E / 13.571°N 39.359°E

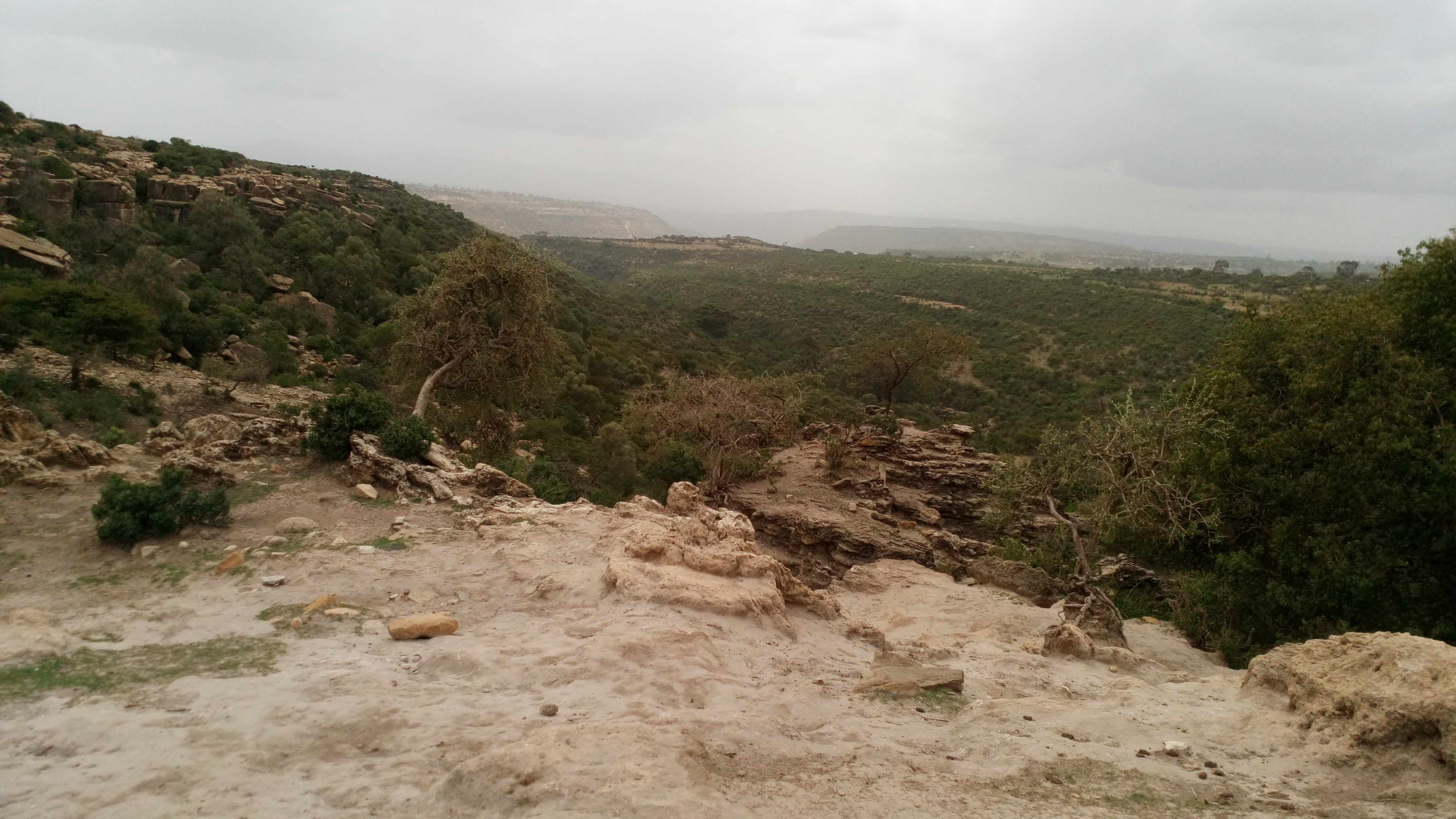

魯巴比奇河是埃塞俄比亞的河流，位於該國北部，處於提格雷州，屬於尼羅河流域的一部分，河道全長13公里，最終注入吉巴河，河床上的巨石和鵝卵石可能來自流域上游。